# Taylor Swift (àlbum)
Taylor Swift és el primer àlbum d'estudi homònim de la cantant i compositora country Taylor Swift. L'àlbum va ser llançat el 24 d'octubre de 2006 sota el segell Big Machine Records. Swift va escriure les cançons per a l'àlbum durant el seu primer any de preparatòria i ha escrit els crèdits en totes les cançons dels àlbums incloent les cançons coescrites amb Liz Rose. Swift va experimentar gravar l'àlbum amb molts productors, en última instància, va triar al productor que va produir la seva demo, Nathan Chapman. Musicalment, l'àlbum té estil música country i pop, i líricament, parla sobre les relacions romàntiques, un parell que Swift va escriure observant relacions abans d'estar en un.

## Track listing
Totes les cançons van ser produïdes per Nathan Chapman, tret de les que tenen una anotació.
| 1.            | «Tim McGraw»                 | 3:54  |
| 2.            | «Picture to Burn»            | 2:55  |
| 3.            | «Teardrops on My Guitar»     | 3:35  |
| 4.            | «A Place in This World»      | 3:22  |
| 5.            | «Cold as You»                | 4:01  |
| 6.            | «The Outside» (})            | 3:29  |
| 7.            | «Tied Together with a Smile» | 4:11  |
| 8.            | «Stay Beautiful»             | 3:58  |
| 9.            | «Should've Said No»          | 4:04  |
| 10.           | «Mary's Song (Oh My My My)»  | 3:35  |
| 11.           | «Our Song»                   | 3:24  |
| Durada total: | Durada total:                | 40:28 |